# Expedició d'Antelope Hills
L'expedició d'Antelope Hills (en anglès: Antelope Hills expedition) va ser una campanya organitzada entre el gener i el maig de 1858 per part dels Ràngers de Texas i membres d'altres tribus ameríndies aliades contra poblats de les tribus dels comanxes i els kiowes a la Comanchería. Va començar a la part occidental de Texas i va acabar amb un seguit de combats amb els comanxes el 12 de maig de 1858, en un indret anomenat Antelope Hills, a Little Robe Creek, un tributari del riu Canadian, en el que avui és l'estat d'Oklahoma. Aquests turons també són coneguts com a "South Canadians," ja que envolten el riu Canadian. El combat del 12 de maig es coneix, habitualment, com la batalla de Little Robe Creek.